# Ahu Vinapu
Ahu Vinapu est un site archéologique de l'Île de Pâques.

## Description

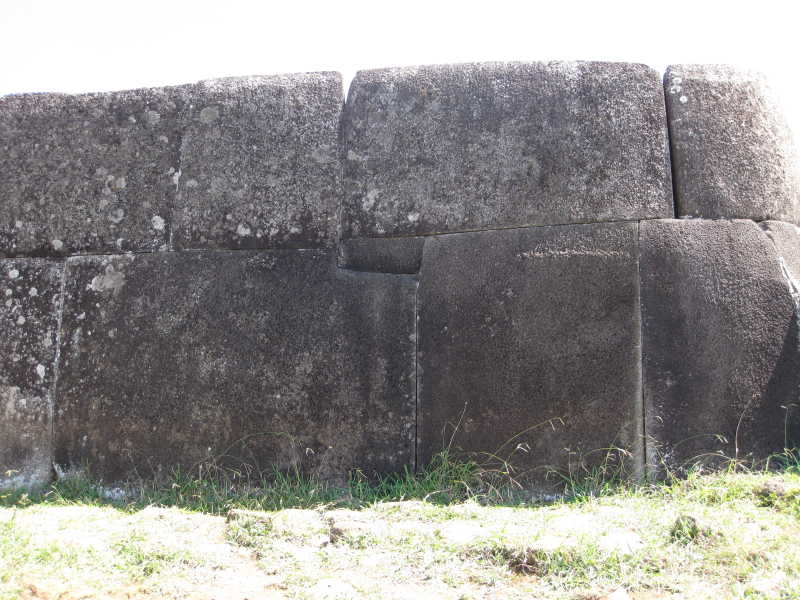
Détail de l'ahu.

Le site contient le plus grand « ahu » (plate-forme de pierre) de l'île réalisé avec une maçonnerie en pierre taillée.
Le mur de pierre est tourné vers le lever du soleil lors du solstice d'hiver.

## Conservation
Ahu Vinapu est intégré au parc national de Rapa Nui.